# Телушкин, Пётр
Пётр Телу́шкин (24 августа [5 сентября] 1803, деревня Мягра, Ярославская губерния, Российская империя — осень 1833, Санкт-Петербург, Российская империя) — кровельный мастер-верхолаз, известный смелостью подъёма в октябре 1830 года на руках с помощью верёвок, без лесов, до верхушки шпиля Петропавловского собора — для починки покрытия креста и припайки крыла ангелу.

## История
Точных сведений о жизни, трудах и смерти Телушкина не сохранилось. Известно, что родом он был из деревни Мягра Мологского уезда Ярославской губернии, из семьи Михаила Стахеева. Помещица Трусова продала его купцу Телушкину села Вятское Даниловского уезда той же губернии, расплатившись полученными деньгами с казной за долги. В возрасте 23 лет весной 1829 года он пришёл в Петербург на заработки. Пётр, будучи мастером кровельного цеха, имел опыт высотных работ — ему приходилось ремонтировать купола церквей и колоколен; был невысок, но запросто поднимал тринадцать пудов.
В 1830 году он получил временную, но громкую известность своим смелым подъёмом на руках, без лесов, до креста на пятидесятипятиметровом шпиле Петропавловского собора для починок. Крест и ангел собора часто терпели повреждения от молний и ветра, и каждый раз починка обходилась очень дорого; всего больше затрат требовало возведение лесов, так как высота Петропавловского собора вместе со шпилем до креста 122,5 м. Осенью 1830 года ветром от креста оторвало листы, а от ангела крылья. Предстояла обычная починка с предварительным возведением лесов. В это время Телушкиным было подано письменное заявление о том, что он берётся исправить все повреждения в кресте и ангеле собора без постройки лесов. Телушкин, как бедный мастеровой, не имея залога, необходимого для подрядчиков на строительные работы, «заложил, — как выразились „Санкт-Петербургские ведомости“, — жизнь свою в обеспечение принятого им на себя дела». За свой труд определённого вознаграждения он не назначил, предоставляя начальству установить величину его, а просил лишь о выдаче 1471 рубля за материалы, которые потребуются ему при производстве починки. Предложенные Телушкиным условия вследствие их выгодности были приняты, хотя на благоприятный исход его предприятия никто не надеялся. Тем не менее Телушкин удачно выполнил взятое на себя дело, проявив необыкновенную физическую силу, ловкость и сообразительность.
В своё время газеты были переполнены описанием этого предприятия. В кратких чертах обстоятельства этого подъёма таковы. В колокольном шпиле Петропавловского собора имеются слуховые окна и два небольших (до 0,5 м²) люка, открывающихся наружу, — верхний из них на расстоянии приблизительно восемь с половиной метров от слуховых окон. Телушкин приступил к работе 8 октября 1830 года. По деревянным укреплениям во внутренности шпиля он добрался до верхнего люка. Шпиль собора покрыт медными позолоченными листами, в горизонтальных спаях непосредственно наложенных друг на друга, в вертикальных же — загнутых ребром; загибы выступают на девять сантиметров от поверхности и образуют полосы по длине шпиля. Этими выступающими рёбрами Телушкин и воспользовался здесь для того, чтобы обвить верёвкою шпиль. Прикрепив конец верёвки к внутренним деревянным укреплениям шпица и опоясавшись ею, он вышел наружу, значительно спустился вниз и затем, поддерживая корпус верёвкой, стал передвигаться от ребра к ребру вокруг шпица и вверх по нему. Передвижение это стоило неимоверных усилий, ибо выступы позволяли хвататься за них только двумя пальцами (большим и указательным), и у Телушкина от напряжения из-под ногтей нередко показывалась кровь. Нужна была исключительная физическая сила, чтобы на четырёх пальцах подыматься всем корпусом вверх. В таких неимоверных условиях Телушкину удалось окружить шпиль и подняться вместе с тем до люка, от которого он опустился. Обвитая вокруг шпиля верёвка могла уже плотно придерживать его к шпицу, а вместе с тем стягиванием свободного конца веревки, продетого сквозь особую петлю, он получил возможность укорачивать верёвочное кольцо на шпиле, что было необходимо, потому что последний утончался кверху. Поддержка корпуса таким образом была обеспечена. Но нужны были ещё средства для подъёма. От верхнего люка до самого яблока, на котором находится крест с ангелом, расположены по длине шпиля железные крюки, один от другого в 3,2 м, с выступом от крыши на девять сантиметров. Ими Телушкин и воспользовался для дальнейшего поднятия. Из двух верёвок остроумным применением сложных петель и ямского узла он устроил подвижные стремена, которые и накинул на ближайший крюк. С помощью этих-то стремян, затрачивая страшные усилия и прибегая к разным, иногда весьма находчивым уловкам, Телушкин от крюка к крюку добрался до самого яблока.
Самым трудным было подняться по дуге яблока к кресту, где и требовалось сделать починку. Шпиц имеет у яблока в диаметре несколько более 0,7 м, в то время как диаметр яблока достигает 2,8 метра. Непосредственно по яблоку, следовательно, подниматься не было возможности. Телушкин привязал к шпилю две новые верёвки, сделал в них петли близко к поверхности шпица и просунул в эти петли ступни ног так, чтобы можно было упираться ими в шпиц под самым яблоком, а конец той веревки, которая была обвита вокруг шпица и до того плотно его к шпилю придерживала, он несколько опустил. Благодаря этому он занял наклонное положение и повис в воздухе почти горизонтально, обращённый лицом кверху. Вися в таком положении, Телушкин имевшуюся при нём веревку длиною в тринадцать метров привязал одним концом к верёвке, обвитой вокруг шпиля, а другой собрал кругами и сильным размахом бросил вверх, дав направление по дуге справа налево. Верёвка, описав в воздухе дугу, обвилась вокруг основания креста, и размотавшийся конец её свесился к Телушкину. На нём Телушкин сделал глухую петлю, продел в неё другой конец и передёргивал верёвку до тех пор, пока она не затянулась на кресте. По этой верёвке, на которой предварительно сделаны были узлы, он взобрался к кресту.

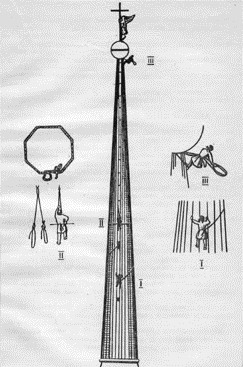
Пётр Телушкин на шпице Петропавловского собора. Рисунок Ф. Г. Солнцева. 1876 год

Весь подъём Телушкин совершил в два дня: первый был потрачен на подготовления и на обход шпица у люка, а второй на дальнейший подъём. Сделать верёвочную лестницу для постоянных подъёмов уже не представляло трудностей, раз её можно было укрепить у креста. С того времени Телушкин каждый день, кроме особенно ненастных, в течение шести недель поднимался на высоту на работу, в суме́ через плечо таща мастеровой инструмент. Он закрепил оторванные листы, поправил фигуру ангела, укрепил крест. Нередко на него специально приходили посмотреть горожане. Через сто десять лет верхолазы проверяли шпиль и на дубовом переплёте рамы, которая сохранилась и при позднейших переделках, они нашли сделанную краской роспись Телушкина. Фактически, Пётр Телушкин является первым известным русским промышленным альпинистом.
За работу ему было заплачено от одной до пяти тысяч рублей ассигнациями. После того, как в «Сыне Отечества» была напечатана статья тогдашнего президента Академии художеств А. Н. Оленина, наблюдавшего за работой мастера из окна своего дома через подзорную трубу, а после беседовавшего с ним, о Петре Телушкине заговорила вся Россия, в народе его называли «небесный кровельщик». Оленин представил Телушкина государю, который наградил того деньгами и серебряной медалью «За усердие» на Аннинской ленте. Существует легенда, что ему была подарена также грамота, увидев которую были обязаны наливать бесплатно в любом кабаке, но он её потерял; тогда ему было поставлено особое клеймо под правой скулой, по которому Телушкин, приходя в питейное заведение, щёлкал пальцами — отсюда якобы пошёл характерный жест, обозначающий распитие алкоголя.
Известно, что Пётр Телушкин починил также кораблик на шпиле Адмиралтейства. В мае 1831 года он был обвенчан с крепостной девицей Ираидой Фёдоровой. Но слава и посыпавшиеся кровельные заказы (на 300—500 тысяч рублей) не пошли ему впрок: он скоро спился и осенью 1833 года умер.
Сохранилось его изображение — небольшой по размеру, выполненный маслом на картоне портрет работы Г. Г. Чернецова, на котором он изображён низкорослым, чуть курносым, стриженым «под горшок», с рыжеватыми усами и бородой; одет в коричневый длиннополый до пят кафтан. Этот портрет — эскиз для картины «Парад на Марсовом поле в 1831 году», где Телушкин изображён в числе 223 петербургских знаменитостей того времени.
В романе Тургенева «Дым» (1865 – 1867) Созонт Иванович Потугин говорит Григорию Михайловичу Литвинову:
Хвалить Телушкина, что на адмиралтейский шпиль лазил, за смелость и ловкость — можно; отчего не похвалить? Но не следует кричать, что, дескать, какой он нос наклеил немцам архитекторам! и на что они? только деньги берут… Никакого он им носа не наклеивал: пришлось же потом леса́ вокруг шпиля поставить да починить его обыкновенным порядком. Не поощряйте, ради бога,  у нас на Руси мысли, что можно чего-нибудь добиться без учения!
В 1953 году вышла (переиздана в 1964) книга Н. В. Стоцкого «Повесть о Петре Телушкине».

## Художественная литература
- Стоцкий Н. В. Повесть о Петре Телушкине. — Архангельск: Архангельское книжное издательство, 1953. — 112 с. — 15000 экз.
  - Стоцкий Н. В. Повесть о Петре Телушкине. — Архангельск: Северо-Западное книжное издательство, 1964. — 108 с.
- Пикуль В. С. Автограф под облаками // Исторические миниатюры.